# Blind Vaysha
Blind Vaysha (französisch Vaysha l’aveugle) ist ein animierter Kurzfilm von Theodore Ushev. Der kanadische Film wurde von Marc Bertrand für das National Film Board of Canada (NFB) gedreht. Der Film wurde bei der Berlinale 2016 uraufgeführt und für die Oscarverleihung 2017 als bester animierter Kurzfilm nominiert.

## Handlung
Der Kurzfilm erzählt die Geschichte des Mädchens Vaysha, die mit dem einen Auge in die Vergangenheit und mit dem anderen in die Zukunft blicken kann. Nur die Gegenwart nimmt sie nicht wahr. In ihrem Dorf wird sie daher die „blinde“ Vaysha genannt. Eine Heilung gibt es nicht und so reift sie zwar zu einer wunderschönen Frau heran, doch alle Freier, die um ihre Hand anhalten, erscheinen ihr als kleine Jungen und als alte Männer gleichzeitig. Immer mehr isoliert sie sich von der Welt. In ihr reift zwar der Entschluss, sich ein Auge herauszureißen, doch kann sie sich nicht entscheiden, welches.
Am Ende des Kurzfilms wird der Zuschauer gefragt, welches Auge er wählen würde.

## Hintergrund
Der Film basiert auf einer Erzählung von Georgi Gospodinov. Die Idee kam Ushev während der Arbeit am Langfilm The Physics of Sorrow, der ebenfalls auf einem Werk des bulgarischen Autors basiert. Der Film selbst wird vor den ablaufenden Animation erzählt. Caroline Dhavernas übernahm sowohl in der englischen als auch der französischen Fassung die Rolle der Sprecherin. Für die Animation wurden Linolschnitte verwendet, mit denen Ushev seit seinem 12. Lebensjahr vertraut ist. Die gleiche Technik wandte er bei Drux Flux (2008) und Gloria Victoria (2013) an. Der Film wurde außerdem in 3D gedreht. Ushev bezeichnete ihn durch die Zuhilfenahme der Zeit als „vierte Dimension“ als 4D-Film. Die Produktion übernahm Marc Bertrand für das National Film Board of Canada (NFB) mit Unterstützung von ARTE France.
Seine Premiere hatte der Film am 15. Februar 2016 während der Berlinale.

## Rezeption
Blind Vaysha wurde sowohl bei der Oscarverleihung 2017 als Bester animierter Kurzfilm nominiert, als auch für einen Academy of Canadian Cinema and Television Award bei den Canadian Screen Awards. Für Ushev kam dies überraschend, hielt er doch seine eigenen Filme für zu avantgardistisch, als das sie bei den Academy Awards berücksichtigt werden würden.
Bereits vorher hatte der Film den Jury Award und Junior Jury Award beim Annecy International Animated Film Festival 2016 gewonnen. Im September 2016 gewann er den Cartoon Network Award for Best Narrative Short Animation und den Canadian Film Institute Award for Best Canadian Animation beim Ottawa International Animation Festival. Ebenso gehörte er einer Top Ten der kanadischen Kurzfilme an, die für das Toronto International Film Festival ausgewählt wurden.